# Edgar Wright
Edgar Wright (Poole, 18 april 1974) is een Britse regisseur, scenarist en producer bekend van onder andere Shaun of the Dead (2004), Hot Fuzz (2007) en The World's End (2013). Hij werkt regelmatig samen met de acteurs Simon Pegg en Nick Frost.

## Biografie

### Beginjaren
Edgar Wright werd geboren in Poole, Dorset in Engeland. Al op erg jonge leeftijd maakte hij korte films. Met zijn Super-8 camera verfilmde hij verhalen met zijn vrienden. Zo won hij een wedstrijd op televisie met een van die filmpjes.
Hij volgde les aan het Bournemouth Arts College. Nadat hij afgestudeerd was, regisseerde hij A Fistful of Fingers. De film was een parodie op enkele bekende westerns. Hoewel de komische film niet tot bij het grote publiek geraakte, werd de beginnende filmmaker opgemerkt door enkele televisieproducenten. Vanaf dan begon Wright met het schrijven en regisseren van enkele afleveringen voor verschillende series. Zo werkte hij mee aan het BBC-programma Is It Bill Bailey? (1998).
Spaced werd het volgende project van Wright. Deze serie met onder meer de komische acteurs Simon Pegg en Nick Frost werd door hem geregisseerd. Het was trouwens niet zijn eerste samenwerking met Pegg en Frost. In 1996 waren ze ook al te zien in de miniserie Asylum, waarvoor Wright alle afleveringen schreef en regisseerde.

### Doorbraak
De grote doorbraak kwam er in 2004 met de komische horrorfilm Shaun of the Dead. De film was voornamelijk een parodie op de horrorklassieker Dawn of the Dead (1978) van George A. Romero en de gelijknamige remake uit 2004. Opnieuw waren het Simon Pegg en Nick Frost die de hoofdrollen voor hun rekening namen. De film werd een succes en lanceerde de carrières van zowel Wright als Pegg.
In 2007 regisseerde Wright de politiekomedie Hot Fuzz. Het was op dat ogenblik de nieuwste film van het trio Wright-Pegg-Frost. De film werd net als hun voorganger Shaun of the Dead een succes. In hetzelfde jaar filmde Wright ook een trailer voor het filmproject Grindhouse van Quentin Tarantino en Robert Rodriguez.
Nadien schreef Wright mee aan het scenario voor The Adventures of Tintin: The Secret of the Unicorn (2011). In deze verfilming van de Kuifje-stripreeks spelen Pegg en Frost ook mee. In 2009 vonden de opnames voor Scott Pilgrim vs. the World plaats. De film zelf kwam pas een jaar later uit. Tijdens het maken van de film kreeg hij een relatie met Anna Kendrick.

## Filmografie

### Als regisseur
- A Fistful of Fingers (1995)
- Shaun of the Dead (2004)
- Hot Fuzz (2007)
- Scott Pilgrim vs. the World (2010)
- The World's End (2013)
- Baby Driver (2017)
- Last Night in Soho (2021)

- Bibliothèque nationale de France: cb15076094x (data)
- Gemeinsame Normdatei: 137584849
- International Standard Name Identifier: 0000 0001 1448 0234
- Library of Congress Control Number: no2005003689
- MusicBrainz: ace21561-4677-4ab9-a2f8-af63b2f533c7
- Bibliotheek van het Japanse parlement: 001095452
- Nationale Bibliotheek van Tsjechië: mzk2011670200
- Nationale Bibliotheek van Israël: 987009046276705171
- Nederlandse Thesaurus van Auteursnamen: 306173603
- SNAC: w6bt3jrt
- Système universitaire de documentation: 121469182
- Virtual International Authority File: 74142949
- WorldCat: E39PBJcKKQYGQPh7kvKwd3YF8C